# Pölsa

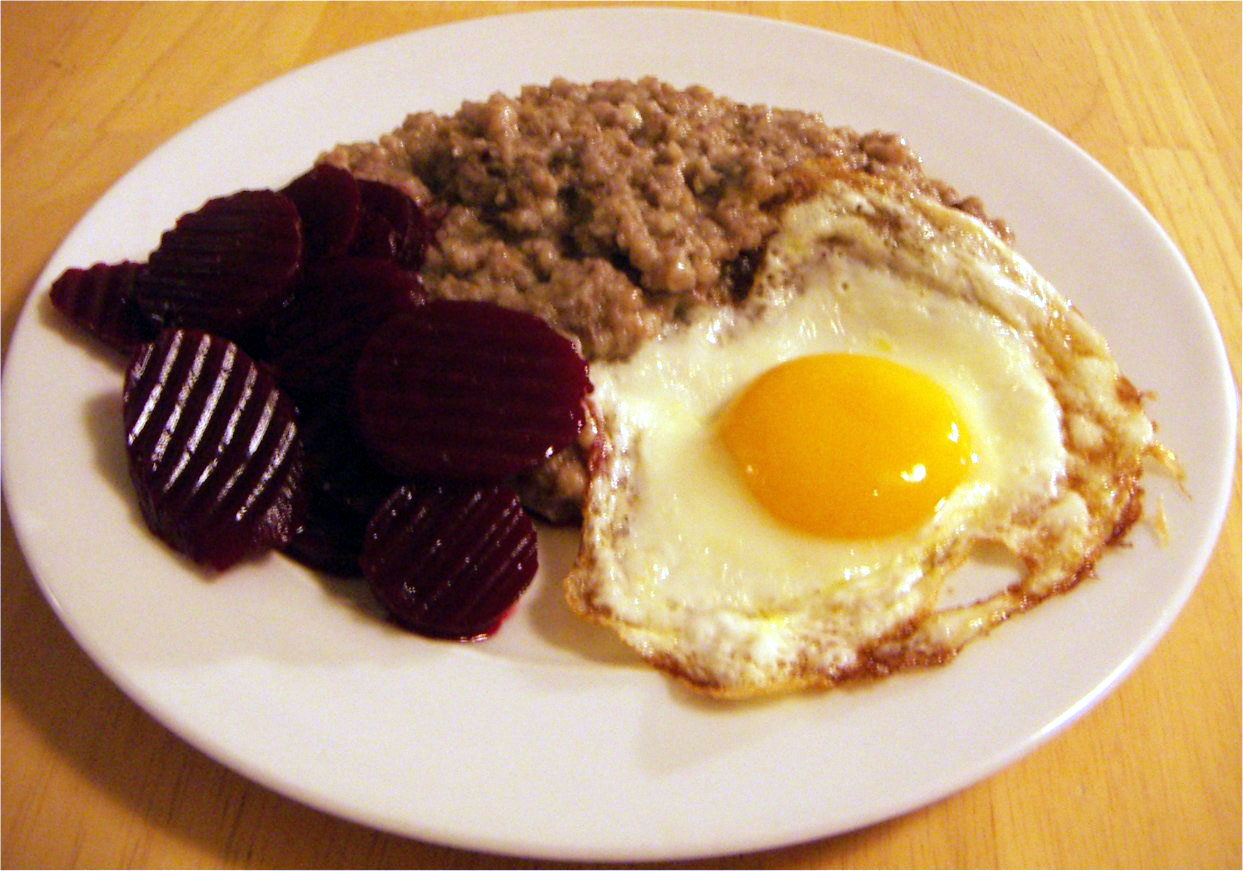
Pölsa med rödbetor och stekt ägg.

Pölsa är en klassisk svensk husmansrätt som består hackat kokt kött och/eller inälvor från gris, kalv, får eller vilt som älg, blandat med kokta korngryn och hackad lök.      Pölsan smaksätts med kryddor som peppar, kryddpeppar, mejram, timjan och lagerblad, samt ibland ättika eller sirap.
Pölsa var ett sätt att tillvarata mindre attraktiva delar av djuren efter slakt. Rätten och dess föregångare, lungmos, åts förr över hela Sverige och har anor ända tillbaka till vikingatiden. Pölsa har därefter mest förknippats med Norrland.
Pölsa serveras oftast med kokt potatis och rödbetor, ibland även med stekt ägg. På vissa håll serveras den med potatismos och lingon. I välsorterade matbutiker finns färdig pölsa att köpa i konservburk eller rullpack. Vissa butiker i Sverige kokar egen pölsa.
På medeltiden kunde pölsa avse en korv med hackat kött och korngryn, som senare fick namnet hackkorv. Ordet har även haft andra betydelser i svenska språket, som löpmage hos idisslare. Ordets ursprung är omstritt.